# Tanabi
Tanabi este un oraș în São Paulo (SP), Brazilia.